# Slag bij Saint-Quentin (1557)
De Slag bij Saint-Quentin (soms ook Sint-Kwentijn) op 10 augustus 1557 (juliaanse kalender) was een beslissende Spaanse overwinning op Frankrijk tijdens de Italiaanse Oorlog (1551-1559).

## Voorgeschiedenis
Sinds 1551 voerde keizer Karel V, tegelijk ook als Karel I koning van Spanje, oorlog tegen de Franse koning Hendrik II. Na de dood van zijn schoondochter Maria van Portugal, drong hij er in 1554 bij zijn zoon Filips op aan om te trouwen met de Engelse koningin Maria I, de halfzus van de latere Elizabeth I, om England in een bondgenootschap aan Spanje te binden. In het huwelijksverdrag tussen de twee werd Engeland echter een neutrale positie verzekerd indien een ander gebied dan Spanje onder Filips' heerschappij zich in oorlog mocht bevinden.
Toen Karel in 1556 troonsafstand deed, volgde Filips hem op als koning van Spanje en zette de strijd met Frankrijk voort. Om deze reden drong hij er bij zijn vrouw op aan om het huwelijkscontract te verbreken om zodoende Engelse troepen ter ondersteuning van zijn leger te kunnen toekennen.

## Verloop
De veldslag vond plaats op de feestdag van de heilige Laurentius (10 augustus 1557). Het slagveld lag buiten de muren van Sint-Quentin, zo'n 130 km ten noordoosten van Parijs.
Het Spaans-Nederlandse leger stond onder bevel van hertog Emanuel Filibert van Savoye en Lamoraal van Egmont en werd ondersteund door een Engels leger onder leiding van graaf William Herbert van Pembroke. Tegenover hen stond het Franse leger onder aanvoering van Connétable Anne van Montmorency, een hoge Franse edelman, die tegelijk de belangrijkste raadgever van koning Hendrik was.
Het Engelse leger bereikte het slagveld weliswaar niet op tijd, maar speelde bij de erop volgende verovering van de stad een belangrijke rol.
De troepen van de Spaanse koning overweldigden met hun Engelse bondgenoten het leger van Montmorency, waarbij vele Franse soldaten sneuvelden of werden gewond, en Montmorency zelf werd door de Spanjaarden gevangengenomen. Ook werden aanzienlijk veel Franse edelen gedood of gevangengenomen, wat op deze schaal niet was voorgekomen sinds de Slag bij Azincourt in 1415.
De Franse nederlaag is daarmee vernietigend te noemen en was een van de zwaarste militaire verliezen van Frankrijk. De slag was het laatste beduidende gevecht tijdens het Frans-Habsburgse conflict.

## Gevolgen

### Voor Filips II
Na deze zege op de Fransen bij Saint-Quentin liet 'de aanblik van het slagveld een blijvende walging tegen oorlog achter bij Filips'. Zo weigerde hij zijn zege uit te buiten door de verslagen vijandelijke troepen te achtervolgen in Frankrijk maar verkoos hij in plaats daarvan naar de Nederlanden te reizen. De Vrede van Cateau-Cambrésis (1559) beëindigde de oorlog.
Omdat de zege op de dag van de heilige Laurentius plaatsvond, de man die voor zijn christelijk geloof op een ijzeren braadrooster was verbrand, beval Filips II ter herinnering aan de overwinning de bouw van een groot paleis. Dit zou worden opgericht in de bergen van Guadarrama ten noordwesten van Madrid, met als grondplan een braadrooster. Het paleis werd in 1584 voltooid, het staat vandaag de dag bekend als het Real Sitio de San Lorenzo de El Escorial, kortweg het Escorial.

### Voor de Pauselijke Staat
De hertog van Alva, vice-koning van Napels en gouverneur van Milaan op dat moment, had het moment van de Spaanse overwinning afgewacht om met zijn Spaanse legers uit Napels Rome te veroveren. Hij moest geen Franse hulptroepen in Italië meer vrezen. Zodoende dwong hij paus Paulus IV Carafa tot een pro-Spaanse politiek. Zie verder: Italiaanse Oorlogen.

### Voor het Huis Savoye
Dé consequentie van deze veldslag, op lange termijn, betrof niet Frankrijk, Engeland of Spanje, maar de zegevierende hertog Emanuel Filibert van Savoye. Door zijn overwinning verzekerde hij zich een plaats aan de onderhandelingstafel en nam deel aan de vredesbesprekingen, waarbij hij erin slaagde om de onafhankelijkheid van Savoye te bereiken, dat al een generatie door de Fransen was bezet. Als onderdeel van de vredesafspraken huwde Emmanuel Filibert in 1559 de jongere zuster van koning Hendrik, Margaretha van Frankrijk. De hertog verlegde twee jaar later de hoofdstad van zijn hertogdom van  Chambéry (nu in Frankrijk) naar Turijn aan de Italiaanse kant van de Alpen. Daardoor verstevigde hij de positie van het huis Savoye, dat ten slotte in 1861 de eerste koning leverde van het verenigde Italië met de hoofdstad in Turijn.

## Verwijzingen
- Spiritus-Temporis[dode link]
- historicum.net